# Nefert
Pogledajte također "Nofret A".
Nefert ("lijepa") je bila drevna Egipćanka. Živjela je tijekom 4. dinastije. Umrla je za vrijeme vladanja faraona Kufua. Pokopana je u mastabi G 1207 u Gizi.